# 力社
力社，是臺灣屏東縣崁頂鄉的一個傳統地域名稱，位於該鄉東北部。相較於今日行政區，其範圍大致包括力社村、圍內村不含東南半葉的南部邊界地帶及西北半葉的西南部、洲子村東端的北半部，及竹田鄉的鳳明村南部凸出部分的南端東南大半部，以及萬丹鄉的興安村東南端、甘棠村東北端。
本地區境內主要聚落為力社、竹圍內、土葛堀，設有力社國小。

## 歷史
台灣日治初期，力社地區為一街庄，稱為「力社庄」（舊制街庄），隸屬於港東上里。該庄昔日西北隔東港溪與甘棠門庄、興化廍庄為界，北與五魁藔庄為鄰，東與八老爺庄為鄰，南邊為崁頂庄，西邊為洲仔庄。
1901年（日治明治三十四年）11月11日，全台廢縣廳改設二十廳，該庄隸屬於阿猴廳。1904年（明治三十七年）4月15日，該庄編入「崁頂區」，隸屬於阿猴廳。1905年（明治三十八年）4月1日，阿猴廳改稱「阿緱廳」。1909年（明治四十二年）10月25日，全台合併二十廳為十二廳，崁頂區仍隸屬於阿緱廳。1920年（大正九年）10月1日，全台地方制度大改正，廢十二廳改設五州二廳，該庄改制為「力社」大字，隸屬於高雄州東港郡新園庄（新制街庄）。
戰後新園庄改制為新園鄉，隸屬於高雄縣，大字亦改制為村。1950年（民國39年）3月，新園鄉拆分出崁頂鄉，本地區改隸屬崁頂鄉。同年10月1日，高、屏分治，崁頂鄉改隸屬於屏東縣。

## 聚落
本地區發展較早的聚落為力社、竹圍內、土葛堀，在日治初期的官方地圖上已有記載。

## 交通
國道3號又稱「福爾摩沙高速公路」，是貫穿台灣西部的兩條縱向高速公路之一，經過本地區東部，並設有平面側車道（鄉道屏75線）。最近的交流道在北側為省道台88線（東西向快速公路－高雄潮州線）交會處的竹田系統交流道，多利用省道台88線在鄉道屏85線交會處的竹田端進出；在南側為鄉道屏70線交會處的單向進出崁頂交流道（南出北入）及縣道187乙線交會處的雙向進出南州交流道。由此等可快速前往國道3號沿線各地。
縣道185甲線是新吉至來義的道路，經過本地區中北部的力社聚落。由該道路西行可前往萬丹鄉東南端、新園鄉，並止於省道台27線路口；東行可前往潮州鎮、萬巒鄉南端，並止於縣道185號路口。
鄉道屏69線是五魁寮至興和的道路，經過本地區的力社、竹圍內等聚落。該道路在本地區的部分路段與縣道185甲線共線。
鄉道屏73線是圍仔內至萬華的道路，其北側端點（起點）位於本地區西部、竹圍內聚落皂鄉道屏69線路口，由此向南蜿蜒而行，會經過本地區的土葛堀聚落。
鄉道屏75線是打鐵至社皮的道路，在本地區路段為國道3號的平面側車道，經過本地區的東部邊界地帶。
鄉道屏76線是圍內至光春的道路，其西側端點（起點）位於本地區南部邊界地帶東段的鄉道屏75線路口。

## 學校
- 力社國小